# Linfen
Linfen (en chino, 临汾; pinyin, Línfén; literalmente, ‘a orillas del [río] Fen’) es una ciudad-prefectura de la provincia de Shanxi en la República Popular China. Situada a 450 metros sobre el nivel del mar a lo largo del río Fen. Su área es de 20 302 km² (29% montaña) y su población total para 2010 superó los 4,3 millones de habitantes,
cerca del millón de personas viven en el área metropolitana, alrededor de la capital Yaodu (尧都区). Se la conoció Pingyang (平阳 770 a. C. – 476 a. C.) durante el periodo de primavera y otoño. En 2006, el instituto Blacksmith Institute con sede en Nueva York la catalogó como la ciudad más contaminada del mundo. A partir de 2013, el gobierno local cerró cientos de pequeñas minas ilegales y fábricas altamente contaminantes, y promovió tecnologías más limpias en las plantas restantes. Estas medidas han contribuido a una mejora notable en la calidad del aire en la última década, aunque Linfen sigue enfrentando desafíos significativos relacionados con la salud pública y la reconversión económica. En la actualidad, también se están desarrollando sectores como las energías renovables y el turismo cultural, gracias a su riqueza histórica como cuna de la antigua Pingyang, una de las ciudades más importantes durante las primeras dinastías chinas. 

## Administración
La ciudad prefectura de Linfen está conformada de 17 localidades que se administran en 1 distrito urbano, 2 ciudad suburbana y 14 condados rurales.
| Mapa | Mapa      | Mapa       | Mapa        | Mapa           | Mapa  | Mapa      | Mapa     |
| ---- | --------- | ---------- | ----------- | -------------- | ----- | --------- | -------- |
|      |           |            |             |                |       |           |          |
| #    | Nombre    | Simplicado | Tradicional | Pinyin         | Área  | Población | Densidad |
| 1    | Yaodu     | 尧都区     | 堯都區      | Yáodū Qū       | 1,316 | 944,050   | 717      |
| 2    | Houma     | 侯马市     | 侯馬市      | Hóumǎ Shì      | 274   | 240,005   | 876      |
| 3    | Huozhou   | 霍州市     | 霍州市      | Huòzhōu Shì    | 765   | 282,907   | 370      |
| 4    | Quwo      | 曲沃县     | 曲沃縣      | Qǔwò Xiàn      | 438   | 237,033   | 541      |
| 5    | Yicheng   | 翼城县     | 翼城縣      | Yìchéng Xiàn   | 1,163 | 311,471   | 268      |
| 6    | Xiangfen  | 襄汾县     | 襄汾縣      | Xiāngfén Xiàn  | 1,304 | 442,614   | 339      |
| 7    | Hongtong  | 洪洞县     | 洪洞縣      | Hóngtóng Xiàn  | 1,563 | 733,421   | 469      |
| 8    | Gu        | 古县       | 古縣        | Gǔ Xiàn        | 1,193 | 91,798    | 77       |
| 9    | Anze      | 安泽县     | 安澤縣      | Ānzé Xiàn      | 1,965 | 82,012    | 42       |
| 10   | Fushan    | 浮山县     | 浮山縣      | Fúshān Xiàn    | 946   | 127,831   | 135      |
| 11   | Ji        | 吉县       | 吉縣        | Jí Xiàn        | 1,777 | 106,407   | 60       |
| 12   | Xiangning | 乡宁县     | 鄉寧縣      | Xiāngníng Xiàn | 2,029 | 233,162   | 115      |
| 13   | Pu        | 蒲县       | 蒲縣        | Pú Xiàn        | 1,508 | 107,339   | 71       |
| 14   | Daning    | 大宁县     | 大寧縣      | Dàníng Xiàn    | 967   | 64,501    | 67       |
| 15   | Yonghe    | 永和县     | 永和縣      | Yǒnghé Xiàn    | 1,219 | 63,649    | 52       |
| 16   | Xi        | 隰县       | 隰縣        | Xí Xiàn        | 1,415 | 103,617   | 73       |
| 17   | Fenxi     | 汾西县     | 汾西縣      | Fénxī Xiàn     | 880   | 144,795   | 165      |

## Historia
La historia de Linfen se remonta a más de 100 000 años, cuando los humanos comenzaron a vivir en ese territorio, como uno de los lugares de origen de la nación china. Durante la dinastía Shang (1600-1100 a. C.) Linfen fue parte de Jizhou. Durante el Período de Primavera y Otoño, la región estaba bajo el control del estado Jin. Durante el siglo XV, la región se convirtió en un importante centro comercial.
Linfen es conocida como la "ciudad de la ópera tradicional china" debido a que muchos dramaturgos, tales como Zhao Gongfu, Yu Boyuan y Shi Junbao son oriundos de esta ciudad. La región es también el hogar de Ping Shui Diao Ban, una especie de bloque de madera grabado de la dinastía Yuan.
Según una leyenda, el lugar de Linfen hoy en día fue la capital de Yao, un gobernante legendario que vivió hace más de 4.000 años. Hay monumentos históricos a este gobernante, el templo Yao Miao y la tumba de Yao, el sitio a la vera de un río donde Cangjie concibió la escritura china.
Posterior a 1980, Linfén era famosa por su manantial de agua, rica vegetación y agricultura, hasta el punto que se le apodó "la moderna ciudad de la fruta y flor". La población estaba por debajo del millón, las áreas verdes abarcaban el 20% de la ciudad, miles de árboles frutales se alineaban en sus calles (perales, caqui, granados, cerezos, etc.). No obstante el rápido incremento de población y, sobre todo, la proliferación de centrales de energía eléctrica a partir de la combustión del carbón la convirtió en una de las ciudades más contaminadas del mundo. La esperanza de vida de la población de Linfen es tan sólo de 60 años, comparada con los 75 que tiene el resto de China. La población sufre de problemas respiratorios muy fuertes. Principalmente en la minería de carbón ha provocado daños graves al medio ambiente.
Ciertas ONG afirman que la contaminación en Linfen es muchísimo mayor que en Chernobyl, y el sol solo se ve unos 20 días al año, pues la cantidad de polvo es tal que no se distinguen los edificios a más de 100 metros de distancia. Los ríos están contaminados con una especie de lodo flotante. Fue considerada como la ciudad más contaminada del mundo en la primera década del siglo XXI, siendo superada por Guguram, un suburbio de Nueva Delhi en la India, que actualmente ostenta dicho récord

## Geografía
Linfen se encuentra en la parte suroeste de Shanxi, en el curso bajo del río Fen, limitada con Changzhi y Jincheng al este, el río Amarillo, al oeste (que también forma la frontera con Shaanxi), Jinzhong y Luliang al norte y Yuncheng al sur. Las coordenadas de la prefectura son en latitud 35° 23 ' a 36 ° 37' N, con 170 kilómetros, y en longitud 110° 22′ E a 112° 34′ E, con 200 kilómetros. En total, el área administrativa de la ciudad es de 20 275 kilómetros cuadrados, cubre 13% de la superficie de la provincia.En esta ciudad solo los que tienen dinero han podido salir a un lugar mejor mientras que las personas humildes o pobres se ha quedado. 
Dentro de sus fronteras, la ciudad tiene una variedad de características topográficas. Por lo general, se caracteriza por tener forma de U, con montañas, que abarca el 29,2% del área de la prefectura, en los cuatro puntos cardinales, una cuenca, la cuenca Linfén (临汾 盆地), que cubren el 19,4%, en el medio, colinas cubriendo el 51,4%, al oeste están las montañas de Luliang, con elevaciones sobre los 1000 metros. El punto más alto de la ciudad es el pico del Monte Huo, a 2.347 metros y más abajo a 300 metros yace el condado Xiangning. Los ríos importantes, tributarios del Amarillo son: Xinshui (昕水河), Qin (沁河), Hui (浍河), E (鄂河), y Qingshui (清水河).Toda la ciudad-prefectura cuenta con una gran variedad de terrenos. La ciudad en sí se encuentra en una cuenca, lo que agrava los problemas de contaminación.

## Clima
La ciudad es fría y seca en el invierno, cálida y húmeda en el verano. Las temperaturas mensuales promedio van de -2C en enero y 26C en julio, siendo la media anual de 12C. Debido a la aridez y la elevación, las temperaturas más bajas se presentan en el día. En un año en promedio llueve 470 mm, el 70% de la precipitación ocurre entre junio y septiembre, con 190 días sin nieve.
| Parámetros climáticos promedio de Linfen (1971−2000) | Parámetros climáticos promedio de Linfen (1971−2000) | Parámetros climáticos promedio de Linfen (1971−2000) | Parámetros climáticos promedio de Linfen (1971−2000) | Parámetros climáticos promedio de Linfen (1971−2000) | Parámetros climáticos promedio de Linfen (1971−2000) | Parámetros climáticos promedio de Linfen (1971−2000) | Parámetros climáticos promedio de Linfen (1971−2000) | Parámetros climáticos promedio de Linfen (1971−2000) | Parámetros climáticos promedio de Linfen (1971−2000) | Parámetros climáticos promedio de Linfen (1971−2000) | Parámetros climáticos promedio de Linfen (1971−2000) | Parámetros climáticos promedio de Linfen (1971−2000) | Parámetros climáticos promedio de Linfen (1971−2000) |
| Mes                                                  | Ene.                                                 | Feb.                                                 | Mar.                                                 | Abr.                                                 | May.                                                 | Jun.                                                 | Jul.                                                 | Ago.                                                 | Sep.                                                 | Oct.                                                 | Nov.                                                 | Dic.                                                 | Anual                                                |
| ---------------------------------------------------- | ---------------------------------------------------- | ---------------------------------------------------- | ---------------------------------------------------- | ---------------------------------------------------- | ---------------------------------------------------- | ---------------------------------------------------- | ---------------------------------------------------- | ---------------------------------------------------- | ---------------------------------------------------- | ---------------------------------------------------- | ---------------------------------------------------- | ---------------------------------------------------- | ---------------------------------------------------- |
| Temp. máx. media (°C)                                | 4.0                                                  | 7.8                                                  | 13.8                                                 | 21.4                                                 | 26.9                                                 | 31.3                                                 | 32.0                                                 | 30.6                                                 | 25.8                                                 | 19.7                                                 | 11.8                                                 | 5.3                                                  | 19.2                                                 |
| Temp. mín. media (°C)                                | −8.2                                                 | −4.5                                                 | 1.2                                                  | 7.7                                                  | 12.7                                                 | 17.9                                                 | 21.2                                                 | 20.2                                                 | 14.3                                                 | 7.3                                                  | −0.3                                                 | −6.1                                                 | 7.0                                                  |
| Precipitación total (mm)                             | 3.3                                                  | 5.4                                                  | 16.8                                                 | 26.2                                                 | 37.2                                                 | 55.2                                                 | 119.2                                                | 91.1                                                 | 57.0                                                 | 36.8                                                 | 15.6                                                 | 4.7                                                  | 468.5                                                |
| Días de precipitaciones (≥ 0.1 mm)                   | 2.2                                                  | 2.8                                                  | 4.6                                                  | 5.6                                                  | 6.4                                                  | 8.8                                                  | 12.0                                                 | 10.0                                                 | 8.6                                                  | 6.4                                                  | 3.8                                                  | 2.0                                                  | 73.2                                                 |
| Fuente: Weather China                                |                                                      |                                                      |                                                      |                                                      |                                                      |                                                      |                                                      |                                                      |                                                      |                                                      |                                                      |                                                      |                                                      |

## Economía
Linfen tiene ricos recursos minerales como carbón, mineral de hierro, cobre y plomo. Las minas Hedong, Huoxi y Qinshui juntas comprenden 63 mil millones de toneladas de reservas de carbón. Reservas de mineral de hierro exceden los 420 millones de toneladas. La minería de carbón y el aderezo, coque, metalurgia, fundición de metales no ferrosos y productos químicos son las industrias principales.
Linfen es la tercera mayor economía de Shanxi, después de la capital provincial la ciudad de Taiyuan, y Changzhi. En 2010, el PIB de la ciudad fue de un 16,9% respecto al año anterior de 89,21 mil millones de yuanes. La industria primaria, la industria secundaria y terciaria comprende 7,5%, 58,4% y 34,1% del total de la ciudad, respectivamente.